# Harry Houdini

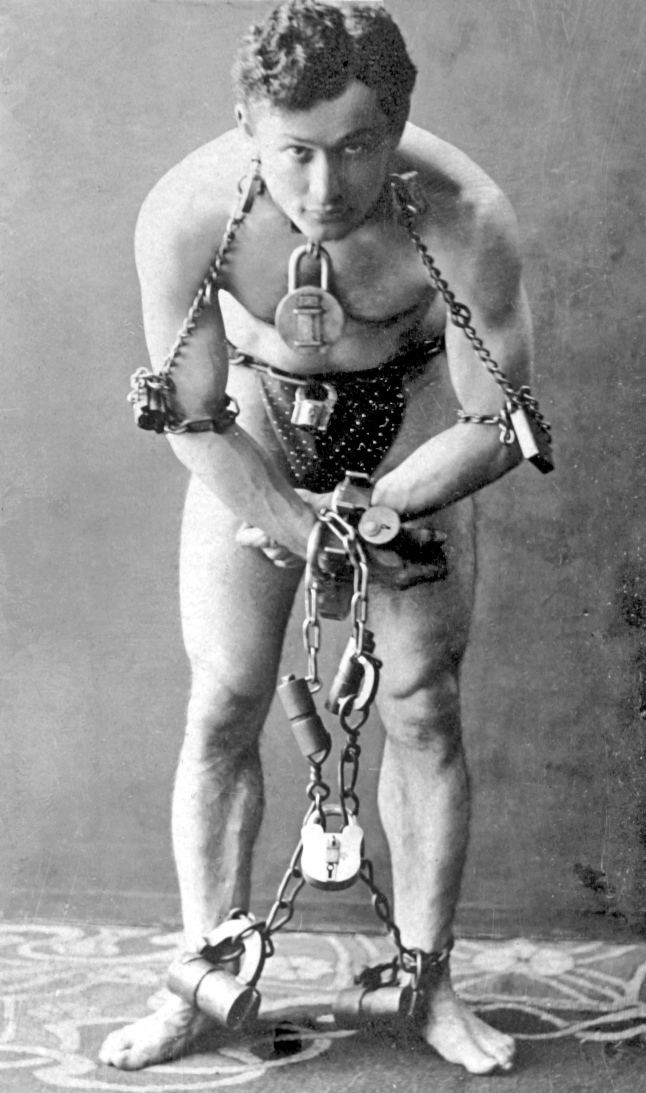
1899-ben

Harry Houdini, született Weisz Erik (Budapest, 1874. március 24. – Detroit, 1926. október 31.) magyar származású amerikai illuzionista és bűvész. Minden idők legnagyobb szabaduló és a modern kor egyik legnagyobb előadóművésze. George Bernard Shaw szerint a legtöbbet emlegetett nevek a világon: Jézus, Sherlock Holmes és Houdini.
A VII. kerületben született Budapesten, de mégis azt állította, hogy az Amerikai Egyesült Államokban látta meg a napvilágot, ámbár lehet, ez is hozzátartozott az őt körülvevő mítoszhoz és kialakult legendákhoz. Fiatalkorában volt cipőpucoló és újságkihordó fiú is, majd felismerte a lehetőséget a bűvészetben. Trükkjei miatt kezdetben a „Kártya királya” (The King of the Cards) majd később a „Bilincsek királya” (The King of Handcuffs) névvel illették. De nem csak a bűvészetben jeleskedett, hiszen 1916 és 1923 között öt filmet is készített.
Kilenc alkalommal választották meg az Amerikai Bűvészek Társaságának elnökévé és a londoni bűvészek klubjának is volt elnöke. Néhány kivétellel maga találta ki trükkjeit, csak négy segítőtársa tudta a legnehezebb mutatványok megoldását. Volt azért egy-két olyan száma is, amelyet ők sem ismerhettek és a mester tudta csak a titkot. Munkásságának elismerése, hogy egyike azon magyaroknak, akik csillagot kaptak a Hollywoodi hírességek sétányán.

## Élete
Houdini 1874. március 24-én, Weisz Erik néven született zsidó származású családban Budapesten (a Rákosárok út 1. szám alatti házban, ma Csengery utca, VII. kerület), a jiddis anyanyelvű Mayer Sámuel Weiss (1829–1892) rabbi, jogtanácsos és felesége, Steiner Cecília (1841–1913) fiaként. A család Magyarországot elhagyta és kivándorolt az Amerikai Egyesült Államokba, amikor Weisz Erik még csak négy esztendős volt; 1878. július 3-án érkezett meg Amerikába, az SS Fresia nevű hajón, várandós anyjával és a négy testvérével. Otthon magyarul, jiddisül vagy németül beszéltek.
Wisconsin államban, Appleton városban telepedtek le, és ott nőtt fel. Későbbi interjúiban Houdini ezt a várost nevezte szülőhelyének, tulajdonképpen tagadva ezzel magyar származását, azt állítva, hogy 1874. április 6-án született Appletonban. Valódi és hivatalos születési adatai csak 1972-ben, a „The Houdini Birth Research Committee's Report” alapján válhattak ismertté a világ közvéleménye számára.

## Az ifjúság évei

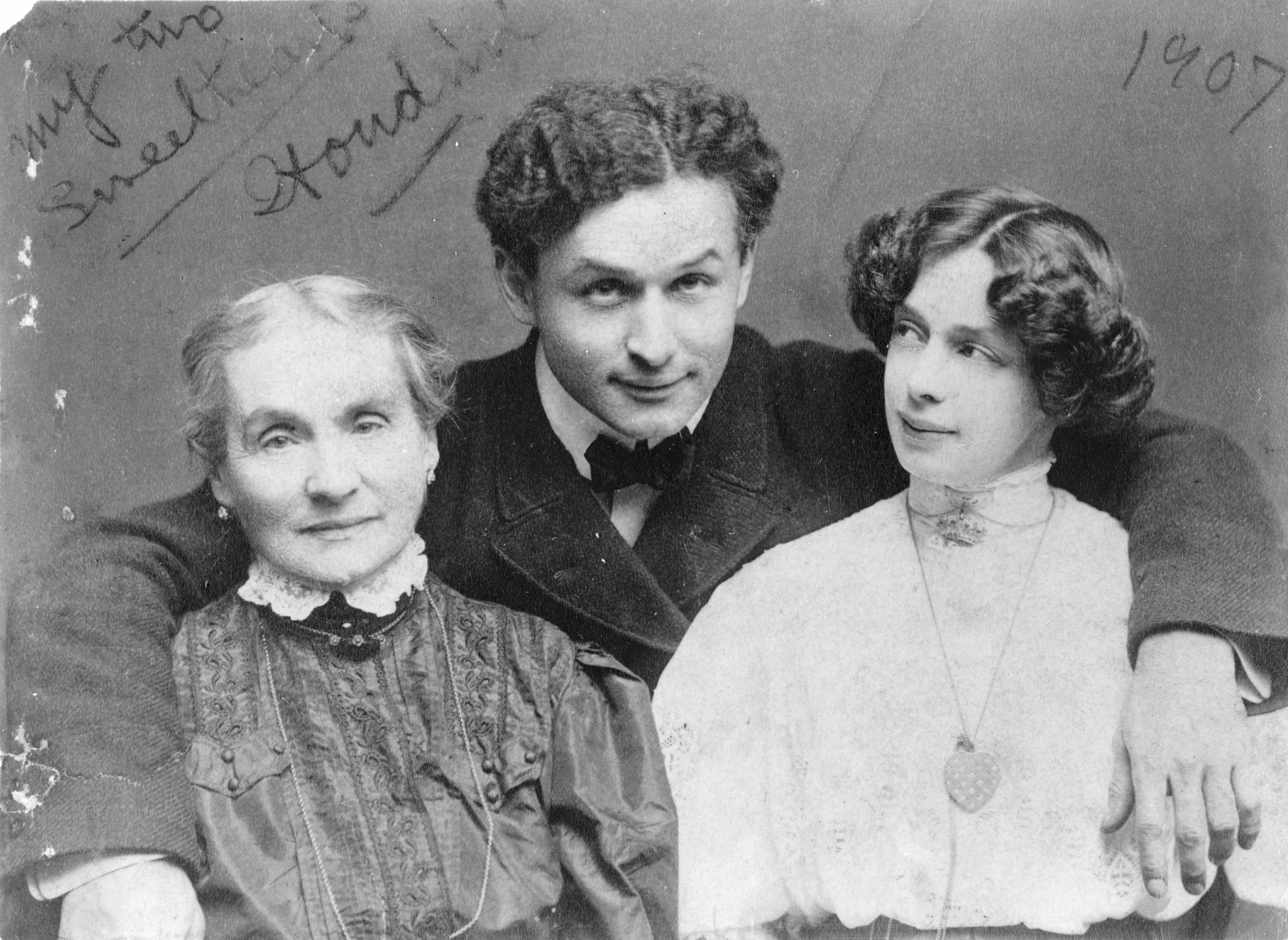
Houdini édesanyjával és feleségével (1907 körül)

Gyermekkorában volt cipőpucoló, újságkihordó fiú, munkás egy nyakkendőgyárban, mint oly sokan kortársai közül. Nevét Amerikában Ehrich Weiss alakban használták, gyermekkori barátai és édesanyja az „Ehrie” és „Harry” beceneveken szólították. A Houdini nevet tizenhét éves korában kezdte használni a francia bűvész, Jean Eugène Robert-Houdin neve után, aki igen nagy hatással volt rá, és barátja Jack Hayman mondta neki, hogy hozzáadva a Houdin névhez egy i betűt, franciául azt jelentené „mint Houdin” a nagy mágus. Később idősebb korában Houdini kijelentette, hogy új nevének első része, a „Harry”, egy tiszteletadás volt Harry Kellarnek, akit Houdini nagyon csodált. Mindazonáltal valószínűbb, hogy a „Harry” a gyermekkori „Ehrie” becenévből ered.
Még gyermekként Theo testvérével szemtanúja és nézője lehetett egy „spirituális” jellegű előadásnak, amelyben a megbilincselt előadó egy lezárt láda belsejéből mintha szellemekkel kommunikált volna („Spirit Cabinet” szabaduló szám). A Weiss testvérek fiatal koruk ellenére szkeptikusak voltak a produkció valóságtartalmát illetően. Ez után az előadás után születhetett meg a kis Ehrich, Houdini fejében a szabadulószámok elmélete, ötlete, amelyről személyes naplójában is írt akkoriban. Tizenhét évesen elhagyta az appletoni házat és szerencsét próbált karneválokon, de hamarosan visszatért a szüleihez, ahol előkészületek folytak a család maradék emigráns tagjainak fogadására. Fizikailag erősítette magát, futott, súlyokat emelt, úszott stb., ugyanakkor gyakorolta a karneváli művészektől ellesett mutatványokat, kártyatrükköket, hiszen eldöntötte, hogy ő lesz a nagy kártyamanipulátor, a „kártyakirály”.

## A mágikus karrier kezdete
1887-ben New Yorkba ment édesapjával, ahol különféle munkákat vállalt a család segítése céljából. 1891-ben összeállt barátjával (Jacob Hyman), akivel még a nyakkendőgyárban együtt dolgozott, és „Houdini Testvérek” néven bűvészkedtek. Ekkoriban kezdte el magát Houdininak nevezni, neveztetni. 1892-ben édesapja, Weiss rabbi 63 évesen meghalt. Egy év múlva tizenkilenc évesen pár szomszéd fiúval megalapították „Öt cent” nevű cirkuszukat, amelyben Harry az „Ehrich, a Levegő Hercege” címet viselte.
1893-ban a „Chicago World’s Fair” az új „Houdini Testvérek” fellépése. Ebben az évben Harry és a 18 éves Bess-Wilhelmina Beatrice Rahner összeházasodtak, együtt fel is léptek. 1895-ben „Signature”-számukkal („Metamorfózis”) sikereket könyvelhettek el a testvérek, Harry szabaduló számokkal is próbálkozott, főleg rendőrségi rendezvényeken, kiállításokon. Ekkor már saját vállalkozásában dolgozott. Metamorfózis-helycsere számaik több későbbi nagy amerikai bűvész sztár repertoárjában is fellelhetők, mint például „Siegfried & Roy”, vagy a híres „The Pentragons” illuzionista duó produkcióiban is, mely utóbbi során az előadó extrém rövid idő alatt produkálta ugyanazt az effektet, a másodperc tört része alatt.
Harry és Bess 1898-ban New Yorkba költözött, Harry édesanyjához. Ekkor adta ki 16 oldalas kis katalógusát: „Harry Houdini’s School of Magic” címmel. Egy év nagy szünet után Martin Beck lett Harry új menedzsere, aki St. Paulban látta Houdini bilincsszámát. Ráérzett, hogy a szabadulóművészet az, amiben igazán tehetséges. Ekkortól igazi szabadulóművészként, a bilincsekből való kiszabadulós mutatványok során a publikum által hozott bilincsekből is sorra kiszabadult.
Az igazi fordulópontot és a siker-korszakot csak közvetlenül a századforduló hozta meg Houdini számára. Houdini kitalálta a „kényszerzubbonyból való kiszabadulás” ötletét, amelyet szinte bárhol képes volt bemutatni. 1900. júniusban Houdini szinte mindent feladva, szerződés nélkül, és óriásit kockáztatva elhagyta az Államokat, és Angliába ment, ahol bemutatta szabadulószámát. A média felkapta a nevét, hihetetlen népszerűséget szerzett, persze a hirtelen jött európai hírnévből a tengeren túl is értesültek. Érdekes, hogy belőle – sokakkal szemben – Európa, és nem Amerika csinált igazi világsztárt.

## Nevezetes szabadulásai

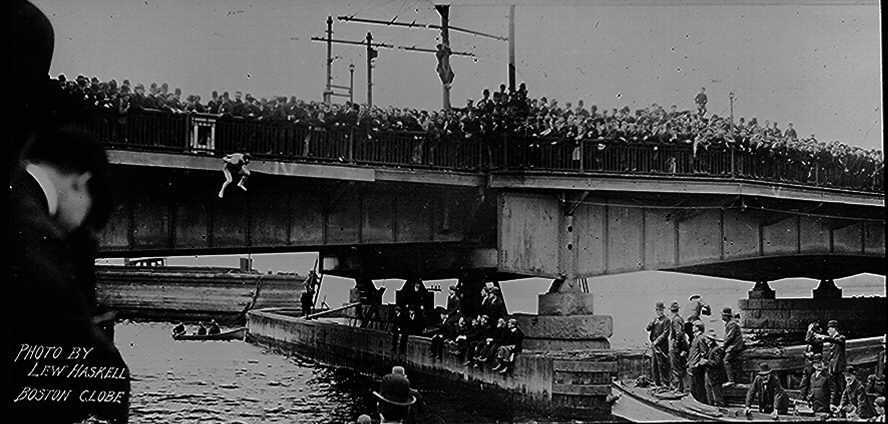
Houdini ugrása a Harvard Bridge-ről

Elindult európai hódítóútjára “Houdini, The Elusive American” („Houdini, a megfejthetetlen amerikai”), és csúcsgázsikat kapott, heti 60 fontot. 1900 szeptemberében Berlinben több mint 300 rendőr előtt meztelenre vetkőzve, hat perc alatt szabadult ki a helyi hatóság nagy döbbenetére. „Houdini, a Bilincskirály” több európai országban is – Anglia, Skócia, Németország, Franciaország, Oroszország – felhívta magára a publikum és a helyi hatóságok figyelmét is bámulatos produkcióival.
Igen különösnek mondható az 1903-as oroszországi eset, amely a fővárosban, Moszkvában történt. Tudni kell, hogy az ország abban az időben nem volt valami barátságos térség a zsidóság számára. A Butirkaja börtön – annak ellenére, hogy Moszkva szinte belvárosában helyezkedik el –, igencsak el van dugva a nyilvánosság elől, semmilyen adat nem volt róla sokáig, valójában az egyik legerősebb, legrégibb börtöne Oroszországnak (1771-ben épült). Itt a dermesztő téli hidegben meztelenre vetkőzve és megbilincselve zárták be egy szibériai fogolyszállító vagonba, ahonnan 28 perc elteltével kiszabadult a helyi hatóságok nem túl nagy örömére, de annál nagyobb meglepődésére. Ez a mutatványa talán a legkülönösebb volt mind közül, már csak a furcsa helyszín és a zord körülmények miatt is. Az itteni egy hónapos szerződésből négy hónapos periódus lett a nagy népszerűsége miatt. A valamikori börtön ma már turistalátványosság, és megtekinthetők ennek a produkciónak egyes kellékei is.
1904-ben volt Londonban a Hippodrome Theatre-ben a híres Mirror Cuff-szabadulás. A „Brama-zárak”-nak nevezett bilincseket öt év alatt sikerült legyártania a Birmingham Blacksmith cégnek, amelyekből úgy gondolták, hogy lehetetlen kiszabadulni a kulcsok nélkül. Egy óra küzdelmes próbálkozás után mégis kiszabadult ezekből is Houdini a közönség óriási ovációja közepette. Később sok téves találgatás látott napvilágot ezzel a különleges szabadulással kapcsolatban is.
1906-ban volt Houdini szabadulása a Washingtoni börtönből, ahol maga Charles Guietau, az elnök – James A. Garfield merénylője is raboskodott volna.

## Amerikában is ünnepelt sztár
Houdini 1905-ben visszatért az Amerikai Egyesült Államokba és megvette 25 000 ezer dolláros házát Brownstone-Harlemben, amely a mai napig áll; édesanyjának pedig a hírek szerint megvásárolta azt a ruhát, amelyet Viktória királynő számára készítettek. Houdini elmondása szerint „ez a nap volt élete legszebb napja." 1907 és 1910 között Houdini folyamatosan nagy sikerekkel mutatta be szabadulószámait, produkcióit Amerika-szerte, melyek során rendszeresen kiszabadul kötelekből, láncokból, bilincsekből, zubbonyokból – gyakran nagy magasságokban, fejjel lefelé lógva, nyílt tereken, népes közönség előtt. Houdini híres hídugrása Rochesterben, amelyet mozgófilmen is rögzítettek. Houdini az egyre fokozódó érdeklődés miatt, de azon riválisok miatt is, akik másolták produkcióit – 1908-ban újítással áll elő. Háta mögé bilincseltette kezeit és egy lezárt, vízzel tele töltött tejtartályba (tejes kannába) merült, ahonnan szintén kiszabadult.
Houdini soha sem állította, hogy titokzatos, megfejtetlen produkcióit, legendás mutatványait természetfeletti képességek segítségével hajtotta volna végre, viszont mutatványainak állandó veszélyeire, azok esetleges káros következményeire mindig tudatosan, rendszeresen, és kiemelten hívta fel a nézők, a publikum figyelmét. Még ebben az évben kiadta leleplező könyvét valamikori példaképéről, Robert Eugen Houdinről, The Unmasking of Robert-Houdin címmel.
1910-ben volt Houdini repülése Ausztrália fölött és ez az év legnagyobb szenzációinak éve is. Látványos kiszabadulása egy víz alatti ládából (New York, East folyó). A híres amerikai Scientific American tudományos ismeretterjesztő magazin ezt a szabadulását „a világ valaha előadott legszenzációsabb mutatványának” nevezte. A másik nagy dobása még ez év szeptemberében a „kínai víztartálytortúra” (Circus Bush, Berlin). Fejjel lefelé, megkötözve belelógatják egy óriási vízzel tele fém-üveg-tartályba, amelyet felülről lezárnak. Ez alkalommal Houdininak több percre vissza kellett tartania a lélegzetét. Houdini hazahozta édesanyját Amerikából Magyarországra. A budapesti rokonokkal együtt fényűző, „királyi” fogadást adott tiszteletére Budapesten. A fogadás valószínűleg a nagykörúti Royal étterem Pálmakertjében volt. A ruhát, amelyet Houdini édesanyjának vásárolt, Viktória királynő részére tervezték halála előtt. Amikor édesanyja megkérdezte tőle, hogy mennyit keres arany érmékben számolva – egyik gyerekkori ígéretének megfelelően – arany érméket öntött az ölébe.
1913-ban Houdini hivatalosan is felvette a Harry Houdini nevet. Ez év júliusában meghalt édesanyja, Cecilia Steiner. 1918-ban elkészült első, 15 epizódból álló filmje, a The Master Mystery.
1923-ban vette fel a New-York-i St. Cecile szabadkőműves páholy, ahol 5 hét alatt elérte a mester fokot. Egy év sem telt el és 1924-ben tagja lett az Ősi és Elfogadott Skót Rítus konzisztóriumának. 1926 októberében, alig néhány héttel a halála előtt Shriner lett a Mecca Templomban.

## Houdini, a „Szkeptikus”, a Nagy Leleplező
Houdini hamis szeánsz-élményei folytán, amelyek – többek között – édesanyja szellemének megidézését célozták volna meg, azokból kiábrándult, és felismerte annak a ténynek a fontosságát, miszerint az álszeánszok, szellemidézések igen kártékonyak is lehetnek a naiv és hiszékeny emberek lelki világára, és sérülhetnek az esetlegesen elvesztett hozzátartozók és az élők közötti lelki emlékek, értékek, nem beszélve a kicsalt pénzekről.
Ennek következtében Houdini a hamis szellemidézők, a csaló „spiritualisták” ellen fordult. Egy hasonló szeánsz-élmény miatt vesztette el Arthur Conan Doyle és feleségének barátságát is. Houdini ettől kezdve a csalók ellen fordult, egyre több időt és energiát szánt a leleplezéseknek, ezekről könyveket is írt, a Csodavigécek és módszereik címmel 1920-ban, az Egy bűvész a szellemek között című műve 1924-ben jelent meg.

## Halála

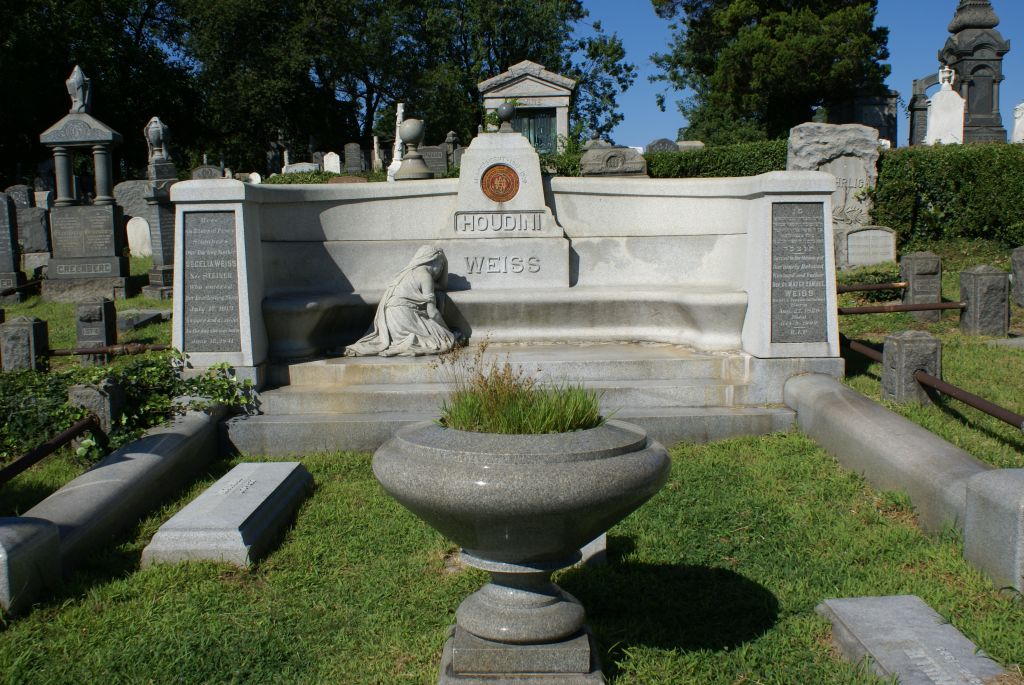
A Weiss család síremléke a Machpelah temetőben

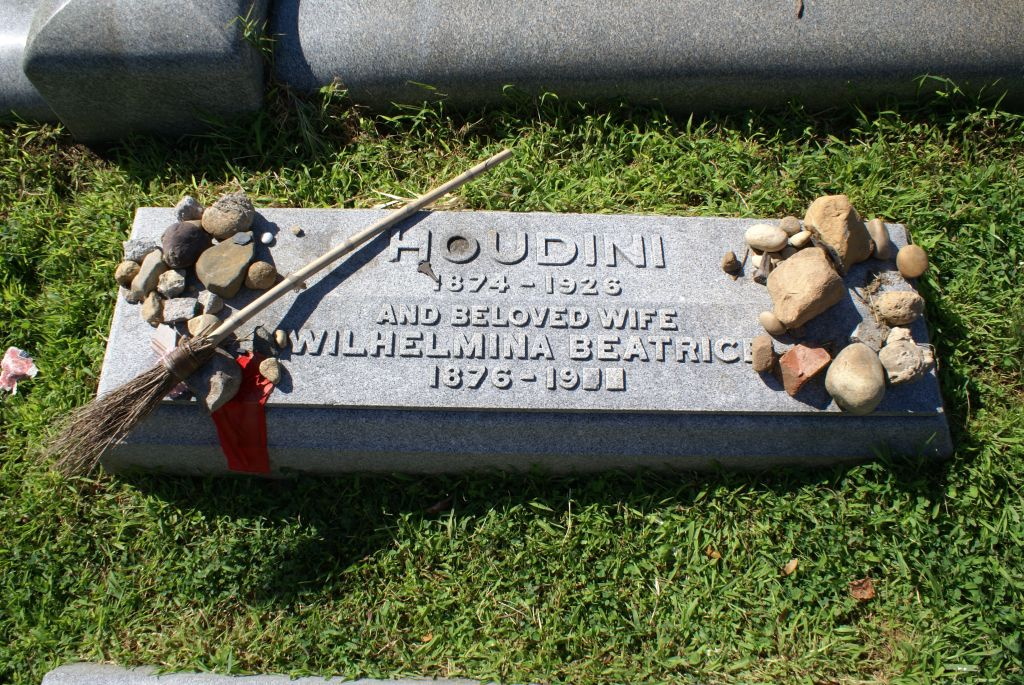
Harry Houdini sírja

Halálával kapcsolatos hiedelmek szerint a McGill egyetem hallgatóinak tartott bemutatót, amikor kijelentette, hogy hasizmai olyan erősek, hogy bárki hasba ütheti, semmi baja nem lesz. Az egyik egyetemista kapott is az alkalmon, és tényleg behúzott neki minden figyelmeztetés nélkül. Komolyabb problémát nem okozott akkor neki, de mint utóbb kiderült, az ütés hatására a vakbele gyakorlatilag szétrobbant. Az igazság azonban az, hogy komoly vakbélgyulladása volt, amellyel nem volt hajlandó orvoshoz fordulni, az egyetemen történtek után nem sokkal később, 52 évesen halt meg.
Houdini nem halt meg, még mindig ÉL, Szelleme, Nagysága erősebben Jelen van, mint valaha…!

Mi bűvészek, A Mester foglyai, elvarázsolt Rabjai vagyunk,
mely Fogság számunkra több, mint Kellemes, és Megtisztelő…!

Nem Akarunk, de nem is tudnánk ebből a Fogságból kiszabadulni Soha…

## Houdini könyvei
- The Right Way to Do Wrong (1903)
- Handcuff Secrets (1907)
- The Unmasking of Robert Houdin (1908)
- Magical Rope Ties and Escapes (1920)
- Miracle Mongers and their Methods (1920)
- Houdini's Paper Magic (1921)
- A Magician Among the Spirits (1924)
- Under the Pyramids (1924) with H. P. Lovecraft.

Houdini a híres Britannica lexikonnak is készített anyagokat.

### Magyarul
- Az erőművészet csodái. Hogy végzem én a mutatványaimat?; Korona Filmkönyvtár, Budapest, 1922

## Plakátok

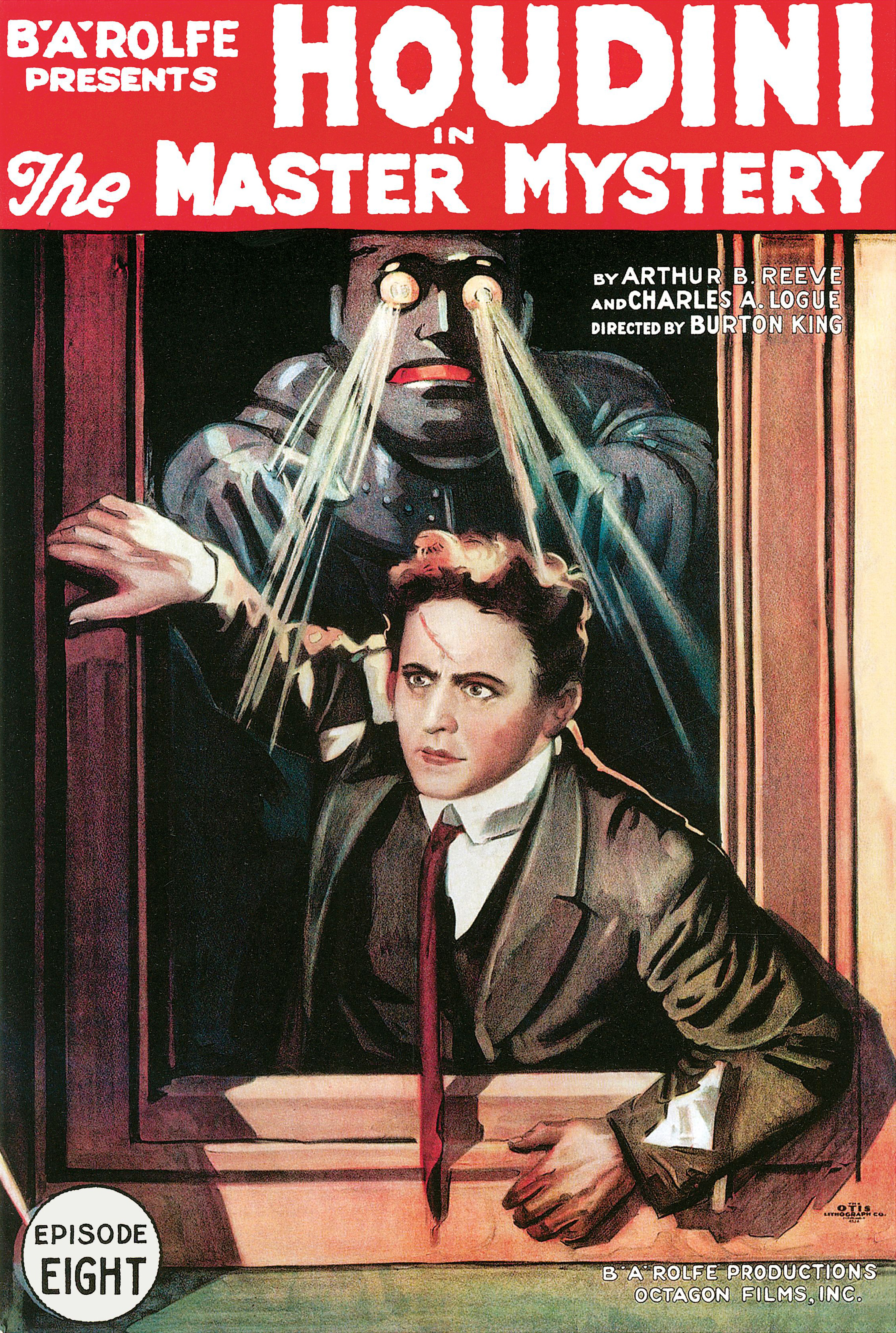
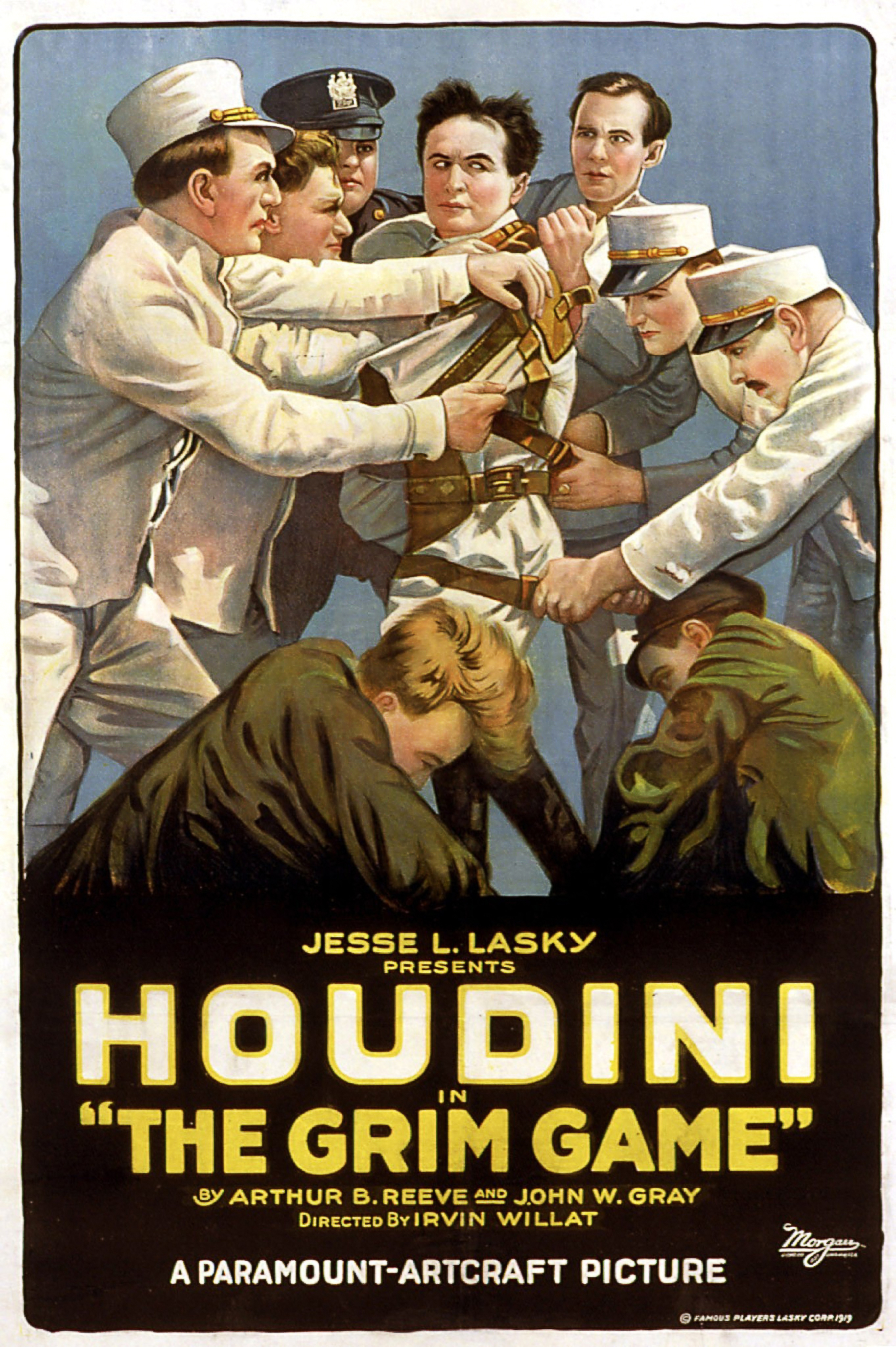
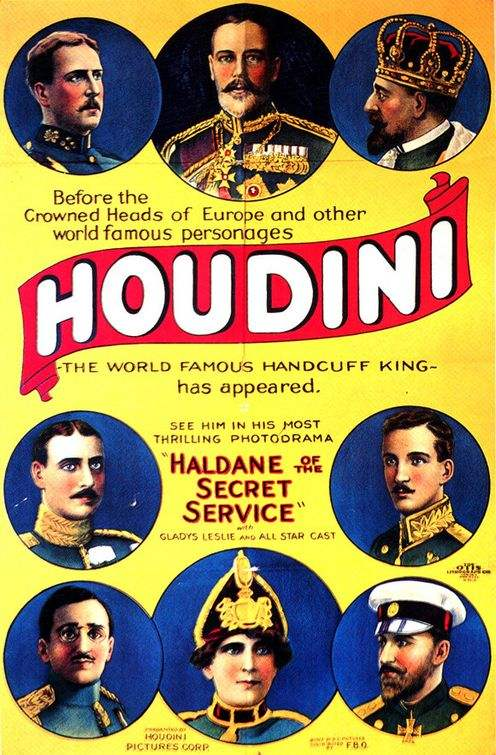
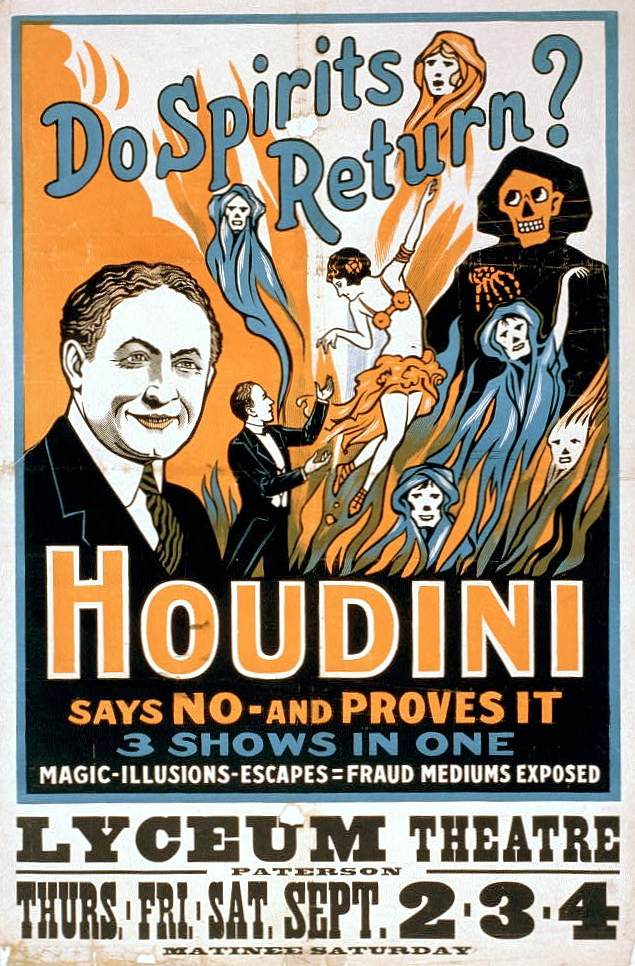
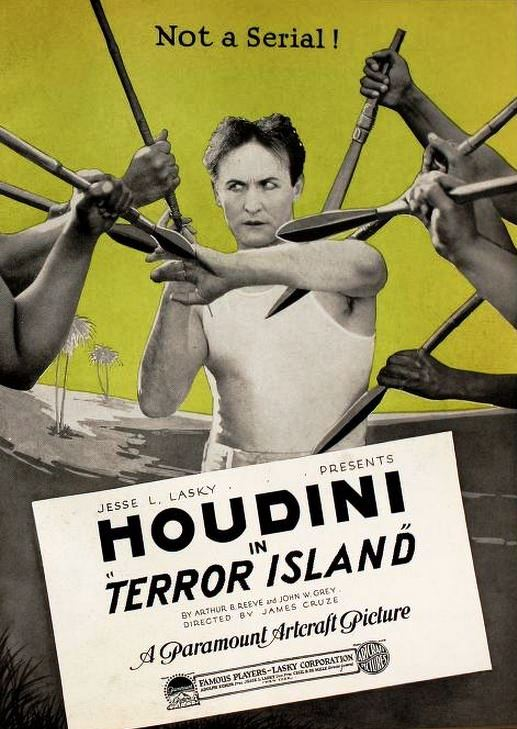

## Houdini a népszerű kultúrában, szépirodalomban, filmművészetben
- Houdini (Houdini, 1953, amerikai film, rendezte: George Marshall) Harry Houdini – Tony Curtis
- The Great Houdini (The Great Houdinis) (A Nagy Houdini, amerikai tévéfilm, 1976, rendezte: Melville Shavelson) Harry Houdini (Erich Weiss) – Paul Michael Glaser
- E. L. Doctorow: Ragtime (Ragtime, 1975) Európa, Budapest, 1979, fordította: Göncz Árpád, ISBN 9630718030, regény
- Ragtime (Ragtime, amerikai filmdráma, 1981, rendezte: Miloš Forman E. L. Doctorow regényéből) Harry Houdini – Jeffrey DeMunn
- A Houdini című dal Kate Bush The Dreaming című 1982-es albumából. Az album fedőlapjának képe, amelyen Kate Bush látható kulcsot tartva a szájában egy megláncolt alakot készül megcsókolni, tisztelgés Bess Houdini emléke előtt.
- Young Harry Houdini (Az ifjú Harry Houdini, amerikai televíziós filmsorozat, 1987, rendezte: James Orr) A fiatal Harry Houdini – Wil Wheaton, a felnőtt Houdini – Jeffrey DeMunn
- A Night at the Magic Castle (Egy éjszaka az elvarázsolt kastélyban, amerikai ifjúsági film, 1988, rendezte: Icek Tenenbaum) Harry Houdini – Arte Johnson
- Az igazi tündérmese (FairyTale: A True Story, angol-amerikai filmdráma, 1997, rendezte: Charles Sturridge) Harry Houdini – Harvey Keitel
- Houdini – A halál cimborája (Houdini, amerikai tévéfilm, 1998, rendezte: Pen Densham) Harry Houdini – Johnathon Schaech, a fiatal Houdini – Emile Hirsch
- Cremaster 2 (amerikai filmdráma, 1999, rendezte: Matthew Barney) Harry Houdini – Norman Mailer
- Houdini, a halál mágusa (Death Defying Acts, angol-ausztrál filmdráma, 2007, rendezte: Gillian Armstrong) Harry Houdini – Guy Pearce
- Murdoch nyomozó rejtélyei (Murdoch Mysteries, kanadai-angol televíziós filmsorozat, 2008, Houdini Whodunit című epizód, 2009) Harry Houdini – Joe Dinicol
- Houdini (Houdini, 2014, amerikai-kanadai kétrészes életrajzi filmsorozat, rendezte: Uli Edel) Harry Houdini – Adrien Brody
- Houdini and Doyle (Houdini és Doyle, kanadai-angol televíziós filmsorozat, 2016) Harry Houdini – Michael Weston
- Időutazók (Timeless, amerikai sci-fi televíziós filmsorozat, 2016-) Harry Houdini – Michael Drayer
- Dua Lipa – Houdini (2023)
- Eminem – Houdini (2024)